# Vox Populi
O Vox Populi é uma empresa brasileira especializada em pesquisas de opinião e de mercado fundada em fevereiro de 1984 e tem sede em Belo Horizonte, Minas Gerais. Está entre as dez maiores empresas especializadas em pesquisas do país e realiza pesquisas de opinião e mercado no Brasil e no mundo.